# César Fernández Ardavín
César Fernández Ardavín (Madrid, 22 de julio de 1923 - Boadilla del Monte, Madrid, 7 de septiembre de 2012) fue un director de cine y guionista español. Dirigió 44 películas entre 1952 y 1979. Su película El Lazarillo de Tormes ganó el Oso de Oro en el Festival Internacional de Cine de Berlín de 1960. Fue sobrino del también realizador Eusebio Fernández Ardavín y del dramaturgo, periodista y guionista Luis Fernández Ardavín.

## Premios
Festival Internacional de Cine de Berlín
| Año  | Categoría           | Película               | Resultado |
| ---- | ------------------- | ---------------------- | --------- |
| 1960 | Oso de Oro          | El Lazarillo de Tormes | Ganador   |
| 1960 | Premio C.I.D.A.L.C. | El Lazarillo de Tormes | Ganador   |

Medallas del Círculo de Escritores Cinematográficos
| Año  | Categoría      | Película                 | Resultado |
| ---- | -------------- | ------------------------ | --------- |
| 1952 | Premio Jimeno  | La llamada de África     | Ganador   |
| 1954 | Mejor director | Crimen imposible         | Ganador   |
| 1957 | Mejor director | ... Y eligió el infierno | Ganador   |
| 1959 | Mejor director | El lazarillo de Tormes   | Ganador   |

## Filmografía
| - 1979: Los fantasmas del taller (Porcelanas de hoy) - 1978: Marinas - 1978: Andaduras de Don Quijote (La Mancha IV) - 1978: Arte actual U.S.A. - 1978: Atlántida (El mundo de Manuel de Falla II) - 1978: Cales y cantos (La Mancha III) - 1978: Geografía de La Mancha - 1978: La medalla hoy - 1977: Toque de alba - 1977: La mujer en Goya - 1977: Guía de Santiago de Compostela - 1977: Doña Perfecta - 1976: Airiños - 1976: Las últimas postales de Stephen - 1976: Tierras de vino (Sol en botellas I) | - 1975: No matarás - 1973: El escaparate - 1973: El muestrario - 1973: Objetivo: seguridad - 1971: Los amores de Pío - 1971: Memorias de un pájaro - 1971: Por caminos de Castilla - 1970: Hembra - 1969: La Celestina - 1969: Yantares de España - 1968: El turismo de don Pío - 1968: Lladró: porcelanas de hoy - 1968: Viaje por Aranjuez - 1967: Pasaporte para la paz (Postales de España) - 1967: Tour Espagne | - 1966: San Pablo en el arte - 1966: Saulo de Tarso - 1965: La frontera de Dios - 1965: Cartas de un peregrino - 1965: Quijote ayer y hoy - 1964: Viaje fantástico en globo - 1962: Cerca de las estrellas - 1961: Festival - 1960: Ballet español - 1959: El lazarillo de Tormes - 1957: ...Y eligió el infierno - 1957: La puerta abierta - 1954: ¿Crimen imposible? - 1952: La llamada de África |